# Allamanda setulosa
Allamanda setulosa är en oleanderväxtart som beskrevs av Friedrich Anton Wilhelm Miquel. Allamanda setulosa ingår i släktet Allamanda och familjen oleanderväxter. Inga underarter finns listade i Catalogue of Life.